# Vidas em Conflito
Vidas em Conflito é uma telenovela brasileira produzida pela extinta TV Excelsior e exibida de 19 de fevereiro a 23 de junho de 1969 no horário das 20 horas, totalizando 112 capítulos. Foi escrita por Teixeira Filho e dirigida por Henrique Martins.

## Enredo
Débora e sua mãe, Cláudia, amam o mesmo homem, Wálter. Por vingança, Débora começa a namorar um negro, Rodney.

## Elenco
| Ator/Atriz        | Personagem      |
| ----------------- | --------------- |
| Nathalia Timberg  | Cláudia         |
| Paulo Goulart     | Wálter          |
| Leila Diniz       | Débora          |
| Zózimo Bulbul     | Rodney          |
| Fernando Baleroni | Pedro           |
| Silvio Rocha      | Rômulo          |
| Cleyde Yáconis    | Ana             |
| Sílvio Francisco  | Zuca            |
| Zé Keti           | Jonas           |
| Aizita Nascimento | Ângela          |
| Riva Nimitz       | Joana           |
| Antonio Pitanga   | Robson          |
| Jacira Sampaio    | Maria das Dores |